# Paavo von Pandy
Paavo von Pandy, celým jménem maďarsky Pál István Eduárd Pándy, (7. srpna 1905, Gyula – 24. září 1986, Inari) byl finský polyglot, průvodce a propagátor Laponska, spisovatel a voják maďarského původu.

## Biografie
Jeho otcem byl známý maďarský neurolog a psychiatr Kálmán Pándy (1868 – 1945), matkou mu byla zdravotní sestra Aino Maria Edvardintytär Hjelt (1881 – 1937) ze švédsky mluvící finské rodiny Edvarda Hjelta, prvního finského velvyslance v Berlíně. Rodiče uzavřeli sňatek 7. dubna 1904 v Helsinkách. Pándy se narodil 7. srpna 1905 v maďarském městě Gyula v župě Békés. Dětství strávil v Sedmihradsku, které ještě tehdy bylo součástí Uherska, ale často navštěvoval i matčiny příbuzné ve Finsku. Nastoupil vojenskou kariéru, studoval na hospodářského a jezdeckého důstojníka. Později nastoupil k maďarské pohraniční stráži, kterou musel ale ve 30. letech opustit ze zdravotních důvodů. Na radu lékařů doporučujících mu změnu prostředí se s blíží smrtí své matky a na pozvání svých finských příbuzných roku 1936 trvale přestěhoval na sever do Petsama, které ještě tehdy bylo součástí Finska. Oženil se s Finkou a požádal pak o finské státní občanství, které mu ale bylo pro zamítavé stanovisko finské policie odepřeno. V čase zimní války dobrovolně sloužil ve finské armádě, za což mu bylo dne 14. února 1941 finským prezidentem Ristem Rytim uděleno státní občanství Finska. Za pokračovací války sloužil jako finsko-německý styčný důstojník, za což byl vyznamenán jak Finy, tak Němci.
V průběhu války zemřela jeho první manželka. Po válce se usadil na severu Laponska v obci Inari, kde se také znovu oženil s tamější venkovskou učitelkou Klaudií Lauronen (1914 – 1998). Zpočátku živil svou rodinu z  prací v lese, poté se stal překladatelem a turistickým průvodcem. Dokonce mu byl samotnými laponskými Sámy udělen souhlas k oblékání se do tradičního sámského oděvu. Postupem času procestoval několik evropských zemí, kde propagoval turistické atrakce celého Laponska a sámský způsob života. Tehdejší finský i zahraniční tisk jej nejednou nazval „velvyslancem Laponska“ a „otcem laponského marketingu“.

### Soukromý život
Jako průvodce plynně hovořil osmero jazyky: anglicky, finsky, francouzsky, maďarsky, německy, italsky, rumunsky, švédsky a na střední úrovni komunikoval mimo jiné také portugalsky a španělsky. Od konce druhé světové války navštívil své rodné Maďarsko pouze jednou, a to roku 1968. Zemřel 24. září 1986 v laponském Inari. Měl dva syny Jorma a Mikko (* 1952) a dceru Annikki (* 1954).  